# Buscando la Luz
Buscando la Luz es una escultura monumental de Eduardo Chillida. Fue creada en el 1997 y se trata de la última escultura de grandes dimensiones del artista vasco. Se encuentra en Múnich, donde fue erigida en el barrio Maxvorstadt en el 2002 en ocasión de la inauguración de la Pinakothek der Moderne en el Kunstareal.